# Skogsvicker
Skogsvicker (Vicia sylvatica) är en växtart i familjen ärtväxter som förekommer naturligt från Europa till Sibirien och centrala Asien. Arten förekommer i en stor del av Sverige.

## Synonymer
Cracca sylvatica (L.) Opiz
Ervilia sylvatica (L.) Schur
Ervum sylvaticum (L.) Fischer
Vicilla sylvatica Schur nom. illeg.
Vicioides sylvatica (L.) Moench
Wiggersia sylvatica (L.) Gaertn., Mey. & Scherb